# نیما جاویدی
نیما جاویدی (متولد ۱۰ اسفند ۱۳۵۸) فیلم‌نامه‌نویس و کارگردان سینمای ایران، و فارغ‌التحصیل مهندسی مکانیک است.

## فعالیت حرفه‌ای
جاویدی فعالیت‌های سینمایی خود را از سال ۱۳۷۸ با ساخت فیلم‌های کوتاه و مستند آغاز کرد. نخستین فیلم سینمایی او با نام ملبورن که تور جهانی اش را با جشنوارهٔ فیلم ونیز به عنوان فیلم افتتاحیهٔ هفته منتقدین این جشنواره آغاز کرد، بعد از حضور در ۴ جشنواره ی الف از ۴ قارهٔ دنیا با کسب ۱۱۳ جایزهٔ بین‌المللی و بیش از ۶۰ حضور بین‌المللی ، تحسین منتقدان جهانی را به همراه داشت.
وی که عضو رسمی آکادمی آسیا پاسیفیک است ، برای فیلم ملبورن موفق به کسب جوایز جهانی مهمی چون هرم طلایی بهترین فیلم از جشنوارهٔ فیلم قاهره، جایزه بهترین فیلمنامه از مراسم سینمایی آسیا پاسفیک و جایزه بهترین فیلمنامه از جشنواره ی فیلم استکهلم شده‌است. جاویدی در سال ۱۳۹۷ و در سی و هفتمین جشنواره فیلم فجر با فیلم سرخپوست حضور یافت. وی در سال ۲۰۱۶ عضو هیئت داوران بخش اصلی پنجاه و چهارمین دورهٔ جشنواره ی فیلم گیخون اسپانیا بود.

## فیلم‌شناسی
| سال  | عنوان   | سمت        | سمت     |
| سال  | عنوان   | کارگردان   | نویسنده |
| ---- | ------- | ---------- | ------- |
| ۱۳۹۲ | ملبورن  | آری        | آری     |
| ۱۳۹۷ | سرخ‌پوست | آری        | آری     |
| ۱۳۹۸ | خورشید  | مجید مجیدی | آری     |
| ۱۴۰۱ | آکتور   | آری        | آری     |
| ۱۴۰۴ | شکارگاه | آری        |         |

## جوایز و نامزدی‌ها
- ۲۰۱۴ - برنده هرم طلایی بهترین فیلم از جشنوارهٔ فیلم قاهره برای ملبورن[۴]
- ۲۰۱۴ - برندهٔ جایزهٔ بهترین فیلمنامه از آکادمی جوایز سینمایی آسیا پاسفیک برای ملبورن[۵]
- ۲۰۱۴ - برندهٔ جایزهٔ بهترین فیلمنامه از جشنوارهٔ فیلم استکهلم برای ملبورن
- ۲۰۱۴ - برندهٔ جایزهٔ بهترین کارگردانی از جشنوارهٔ فیلم گیخون برای ملبورن[۶]
- ۲۰۱۴ - برندهٔ جایزهٔ بهترین فیلمنامه از جشنوارهٔ فیلم گیخون برای ملبورن
- ۲۰۱۴ - برندهٔ جایزهٔ بهترین فیلم از نگاه داوران جوان از جشنوارهٔ فیلم گیخون برای ملبورن
- ۲۰۱۵ - برندهٔ جایزهٔ بهترین فیلم از جشنوارهٔ آرس لهستان برای ملبورن[۷]
- ۲۰۱۵ - برندهٔ جایزهٔ بهترین فیلم از نگاه تماشاگران از جشنوارهٔ آرس لهستان برای ملبورن[۸]
- ۲۰۱۵ - برندهٔ جایزهٔ هیئت داوران از جشنوارهٔ فیلم‌های آسیایی وزول فرانسه برای ملبورن[۹]
- ۲۰۱۵ - برندهٔ جایزهٔ بهترین فیلم از نگاه انستیتوی ملی زبان و مطالعات شرقی فرانسه برای ملبورن[۱۰]
- ۲۰۱۵ - برندهٔ جایزهٔ بهترین فیلم از نگاه تماشاگران از فستیوال فیلم‌های ایرانی جین سیسکل شیکاگو برای ملبورن
- ۱۳۹۲ - نامزد بهترین فیلم در بخش نگاه نو جشنواره فجر برای ملبورن
- ۱۳۹۳ - نامزد بهترین کارگردانی در بخش نگاه نو جشنواره فجر برای ملبورن
- ۱۳۹۷ - برندهٔ جایزه ویژه هیئت داوران (سیمرغ بلورین)از سی و هفتمین دوره جشنواره فیلم فجر برای سرخ‌پوست
- ۱۳۹۷ - نامزد سیمرغ بلورین بهترین کارگردانی از سی و هفتمین دوره جشنواره فیلم فجر برای سرخ‌پوست
- ۱۳۹۷ - نامزد سیمرغ بلورین بهترین فیلمنامه از سی و هفتمین دوره جشنواره فیلم فجر برای سرخ‌پوست
- ۱۳۹۸ - نامزد تندیس شایستگی بهترین کارگردانی از بیست و یکمین جشن سینمای ایران برای سرخ‌پوست
- ۱۳۹۸ - نامزد تندیس شایستگی بهترین فیلمنامه از بیست و یکمین جشن سینمای ایران برای سرخ‌پوست
- ۱۳۹۸ - برنده سیمرغ بلورین بهترین فیلمنامه از سی و هشتمین دوره جشنواره فیلم فجر برای خورشید